# 聖母子 (ボルトラッフィオ、ロンドン・ナショナル・ギャラリー)
『聖母子』（せいぼし、伊: La Vergine e il Bambino, 英: The Virgin and Child）は、イタリアの盛期ルネサンスの画家であり、レオナルド・ダ・ヴィンチの弟子であるジョヴァンニ・アントーニオ・ボルトラッフィオがおそらく1493年から1499年に制作した絵画である。油彩。聖母子を描いた作品で、師であるレオナルド・ダ・ヴィンチの影響が色濃く表れている。現在はロンドンのナショナル・ギャラリーに所蔵されている。

## 作品

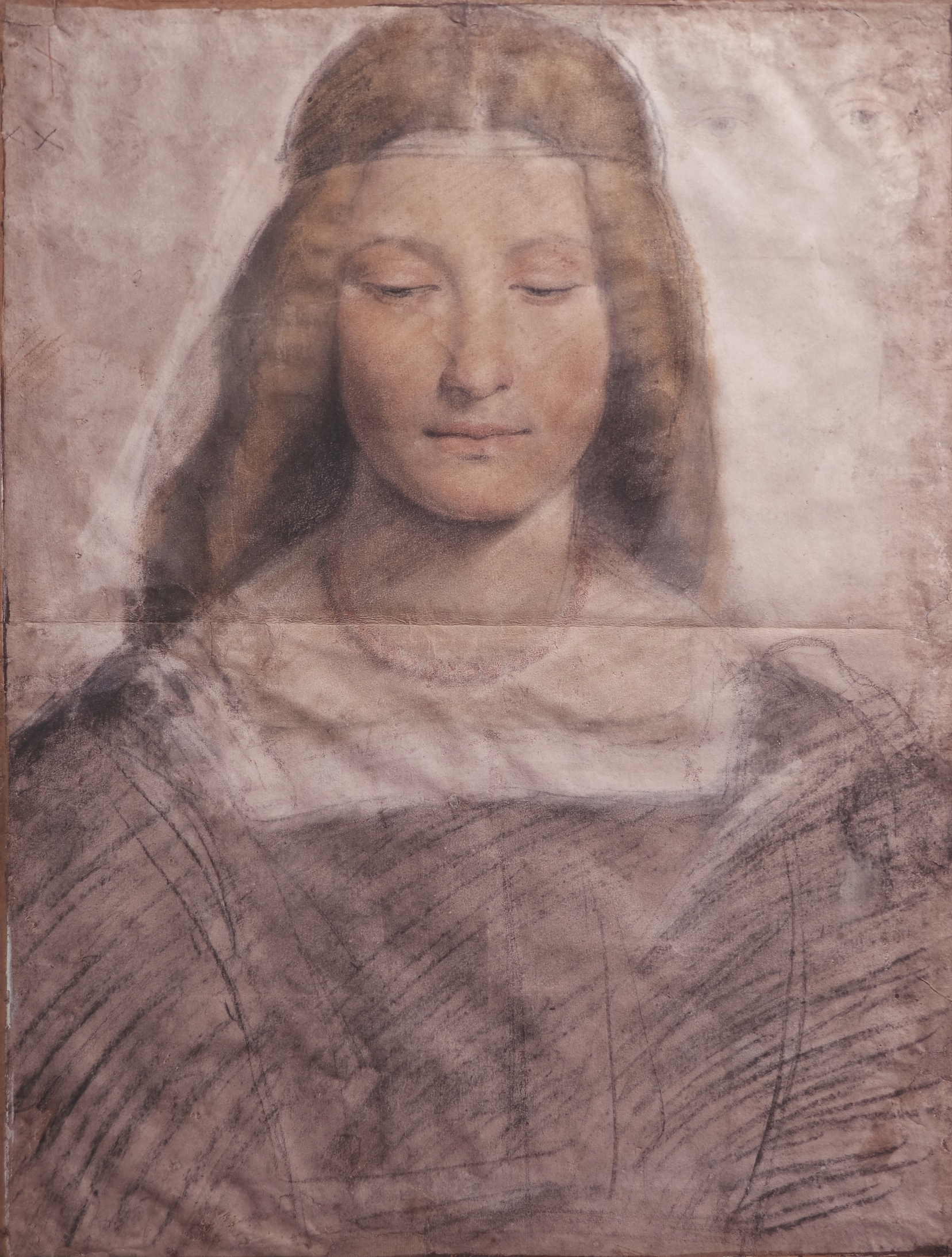
ジョヴァンニ・アントーニオ・ボルトラッフィオの素描『女性の肖像』。アンブロジアーナ図書館所蔵。

ボルトラッフィオは幼児のイエス・キリストに授乳する聖母マリアを描いている。聖母マリアは真正面を向いて座り、幼児キリストを両膝の上で寝そべらせ、右手で幼い息子の左足を持ち、左手を背中に回して支えている。そして衣服を開いて左の乳房を露わにし、幼児キリストに授乳しようとしている。しかし幼児キリストは空腹ではないのか興味を示さず、鑑賞者のほうを見つめているが、聖母マリアは穏やかな表情で微笑みながら幼児キリストを見つめている。正面を向いた聖母マリアは記念碑的で威厳があり、彫像のようであり、幼児キリストの身体は明らかに大きく描かれている。聖母の衣装は豪華であり、赤い衣を着て、胸元に金製のブローチを付け、左肩に深い緑のマントを羽織っている。また頭と首回りをほとんど半透明の刺繍入りのスカーフで覆っている。一方の幼児キリストの頭部にはかすかに後光があり、腰と肩に繊細な刺繍が施された帯が巻かれている。聖母子の背後には緑のカーテンが掛けられており、2人を現実の世界から隔てると同時に「名誉の布」としても機能している。聖母の両側にある金色の植物の紋様の中には、ラテン語で「アヴェ・アヴェ・マリア」（AVE AVE MA[RIA]）と刺繡されている。
聖母子の描写は非常に写実的である。実際に聖性の表現は一般的な聖母子像と比べるとかなり抑えられており、幼児キリストの頭部に見える後光は非常にわずかである。また聖母は理想化されているものの、天使や玉座といった要素を伴っていおらず、ほぼ等身大の、愛情深く息子を抱きしめる生身の母親として描かれている。
構図の中心性と低い視点により、かつては祭壇画の中央パネルであった可能性が示唆されている。

### 図像的源泉
レオナルド・ダ・ヴィンチの最も才能ある弟子であったボルトラッフィオは、師の様式と技法を模倣した。本作品においてもその特徴ははっきり表れており、うつむいた目、広い口、広く真っ直ぐな鼻を備えた穏やかな聖母の顔はレオナルド・ダ・ヴィンチ特有の顔のタイプを彷彿とさせる。また安定したピラミッド型の構図はレオナルド・ダ・ヴィンチが好んで多用した物であった。本作品はブダペスト美術館やポルディ・ペッツォーリ美術館に所蔵されているボルトラッフィオの他の聖母子画との類似が見られ、これらはいずれもエルミタージュ美術館に所蔵されているレオナルド・ダ・ヴィンチの『リッタの聖母』（Madonna Litta）から大きな影響を受けていることが指摘されている。正面像としての聖母のポーズについては、ミラノのアンブロジアーナ図書館に所蔵されているボルトラッフィオの素描も参考にしたと考えられている。

### 解釈
絵画は複雑な解釈が可能であり、いくつかの異なる聖母像を見い出すことができる。豪華な衣装を着た聖母は「天の女王」として描かれていることを示している。聖母の露出した乳房はいくつかの授乳を描いた聖母像と共通している。正面を向いた聖母が大きな身体の幼児キリストを抱く構図は、おそらく悲嘆する聖母が磔刑で死んだキリストの身体を支える「ピエタ」に基づいている。

## 来歴
本作品は第2代ノースウィック男爵ジョン・ラッシュアウトによって所有されたことが知られている。その後、絵画はイングランド国教会の聖職者ウォルター・ダベンポート・ブロムリー（Walter Davenport Bromley, 1787年-1862年）の手に渡った。ナショナル・ギャラリーはウォルター・ダベンポート・ブロムリー死後の1863年に購入した。

## ギャラリー
関連作品

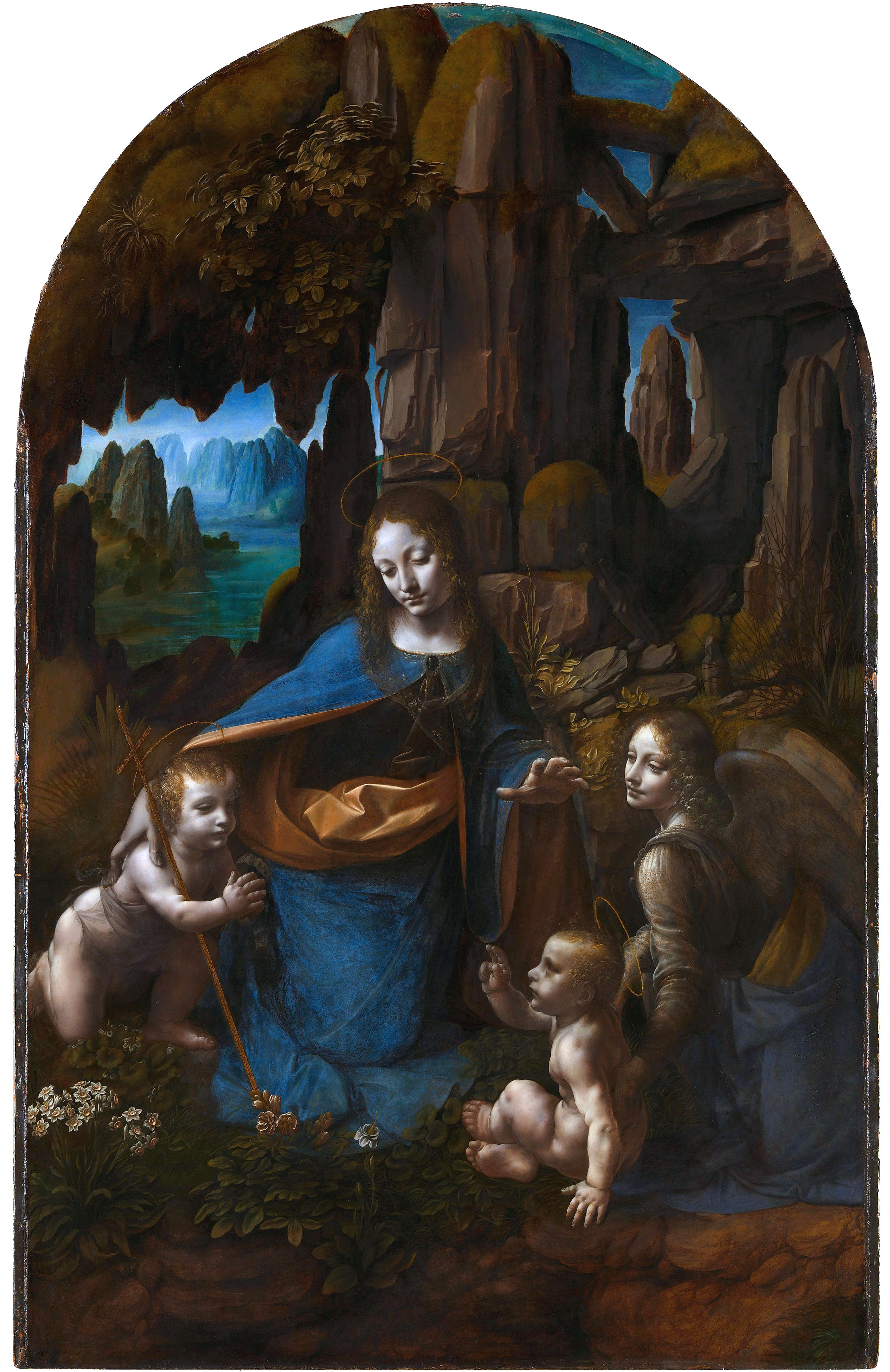
レオナルド・ダ・ヴィンチ『岩窟の聖母』1495年-1508年 ナショナル・ギャラリー所蔵
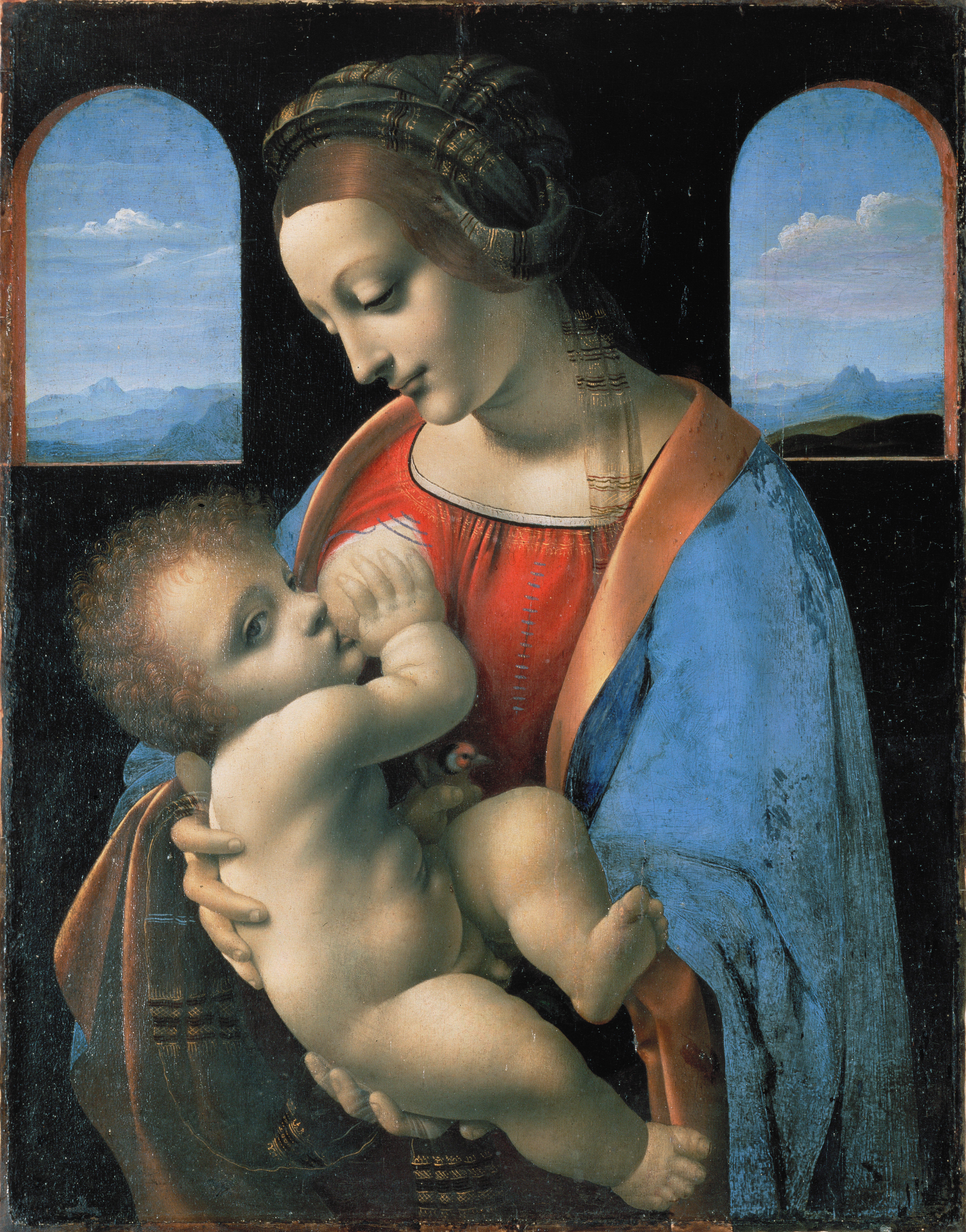
レオナルド・ダ・ヴィンチ『リッタの聖母』1490年-1491年 エルミタージュ美術館所蔵
ジョヴァンニ・アントーニオ・ボルトラッフィオ『聖母子』1480年 ポルディ・ペッツォーリ美術館所蔵
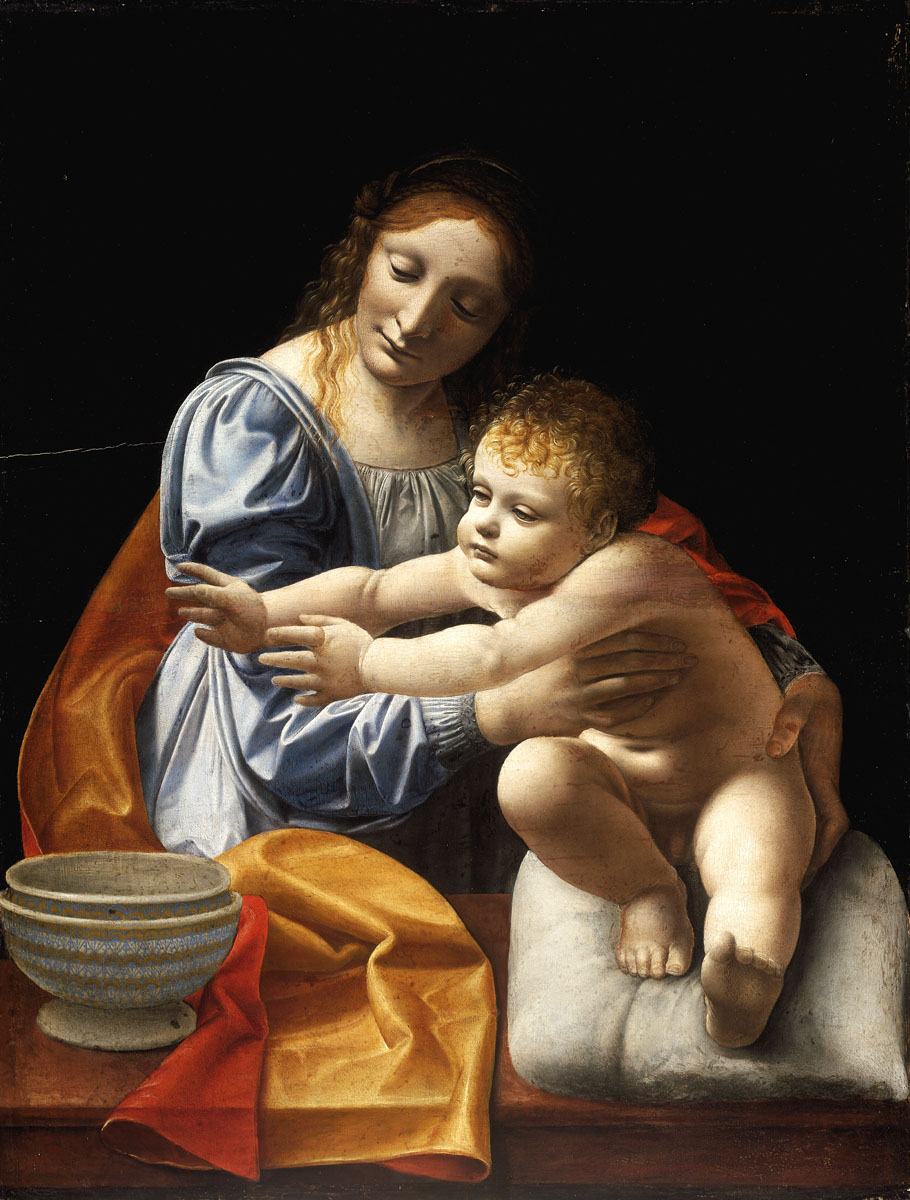
ジョヴァンニ・アントーニオ・ボルトラッフィオ『聖母子』1495年-1496年頃 ブダペスト国立西洋美術館所蔵